# Villa Rosenlund

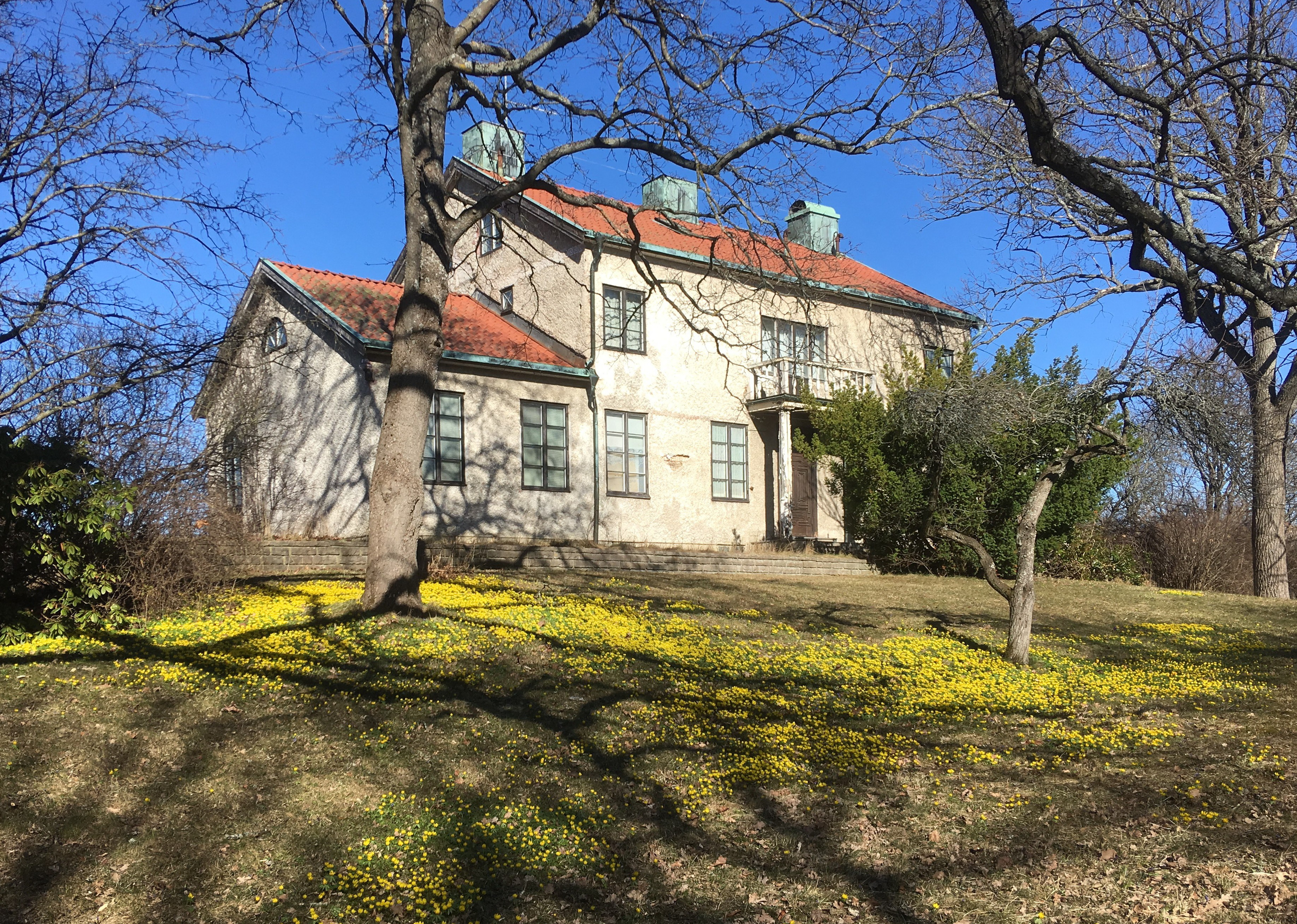
Villa Rosenlund, mars 2019.

Villa Rosenlund är en byggnad vid Torsslowsbacken 6 i Hägersten i södra Stockholm. Villan i kvarteret Maja Myra uppfördes 1927 som disponentbostad och är  det enda bevarade hus som minner om Olsson & Rosenlunds tidigare så omfattande verksamhet i området. Fastigheten är grönklassad av Stadsmuseet i Stockholm vilket innebär att den bedöms ”vara särskilt värdefull från historisk, kulturhistorisk, miljömässig eller konstnärlig synpunkt”.

## Historik
På en backe med vid utsikt över Mälaren och Klubbfjärden och strax öster om Hägerstens gård står den herrgårdsliknande Villa Rosenlund. Byggnaden uppfördes som bostad för disponenten vid Olsson & Rosenlunds industrier i Hägerstenshamnen. Beställare var Emma Rosenlund (1864-1944), hustru till Axel Rosenlund (1843-1920) som var en av grundarna och delägare i företaget. 
Arkitektuppdraget gick 1926 till John Edoff som vid den tiden var anställd på HSB:s arkitektkontor. Han ritade en sträng symmetrisk uppbyggd reveterad trävilla i 1920-talsklassicism. Byggnaden har en rektangulär plan med mittparti i två våningar och flyglar i en våning på gavlarna. Taket är tegeltäckta sadeltak. Man beträder huset via en rik profilerad trädörr flankerad av två träkolonner som bär upp en altan med balustrad av svarvade balusterdockor.

Originalritningar
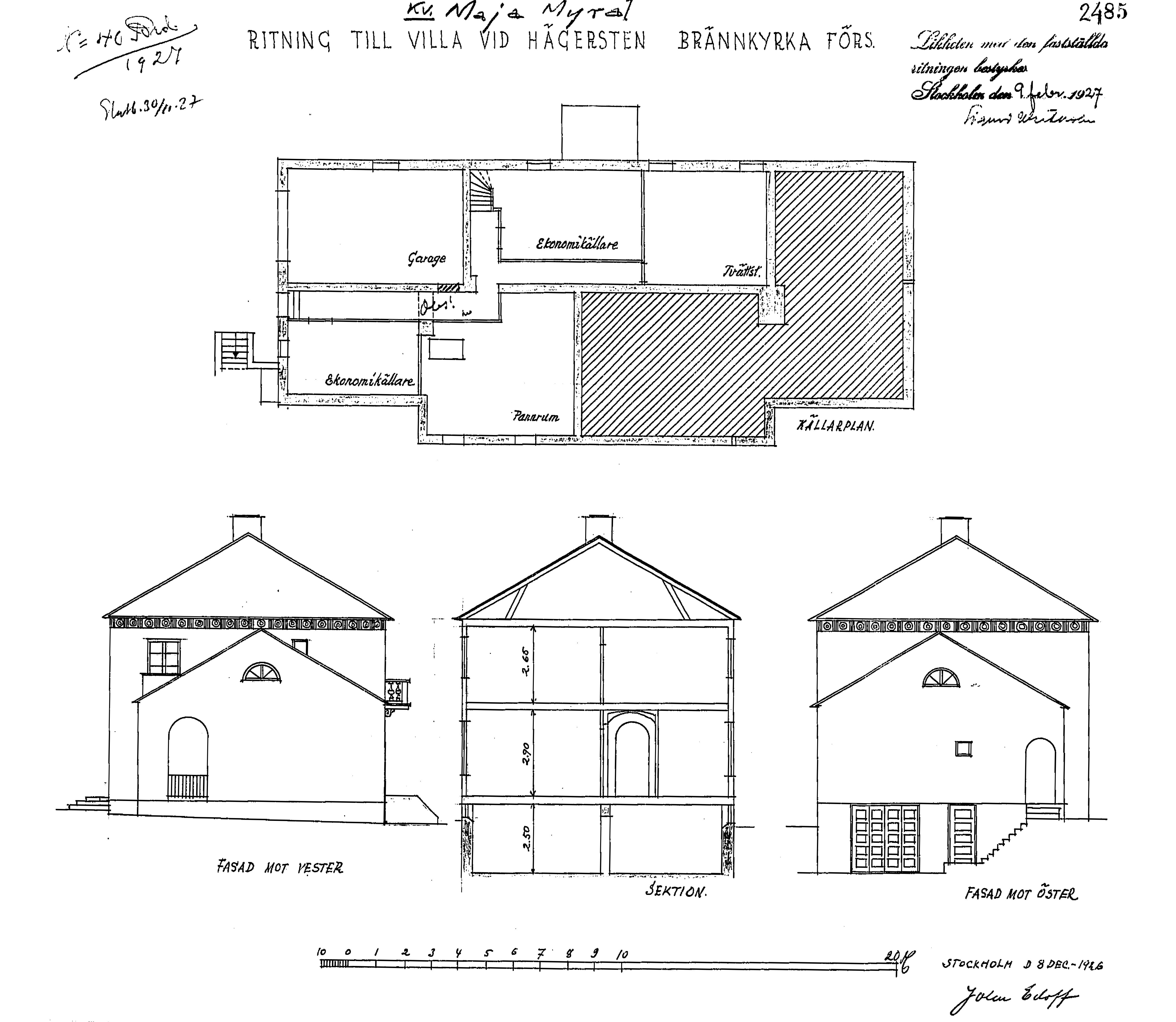
Källarplan, sektion, gavelfasader.
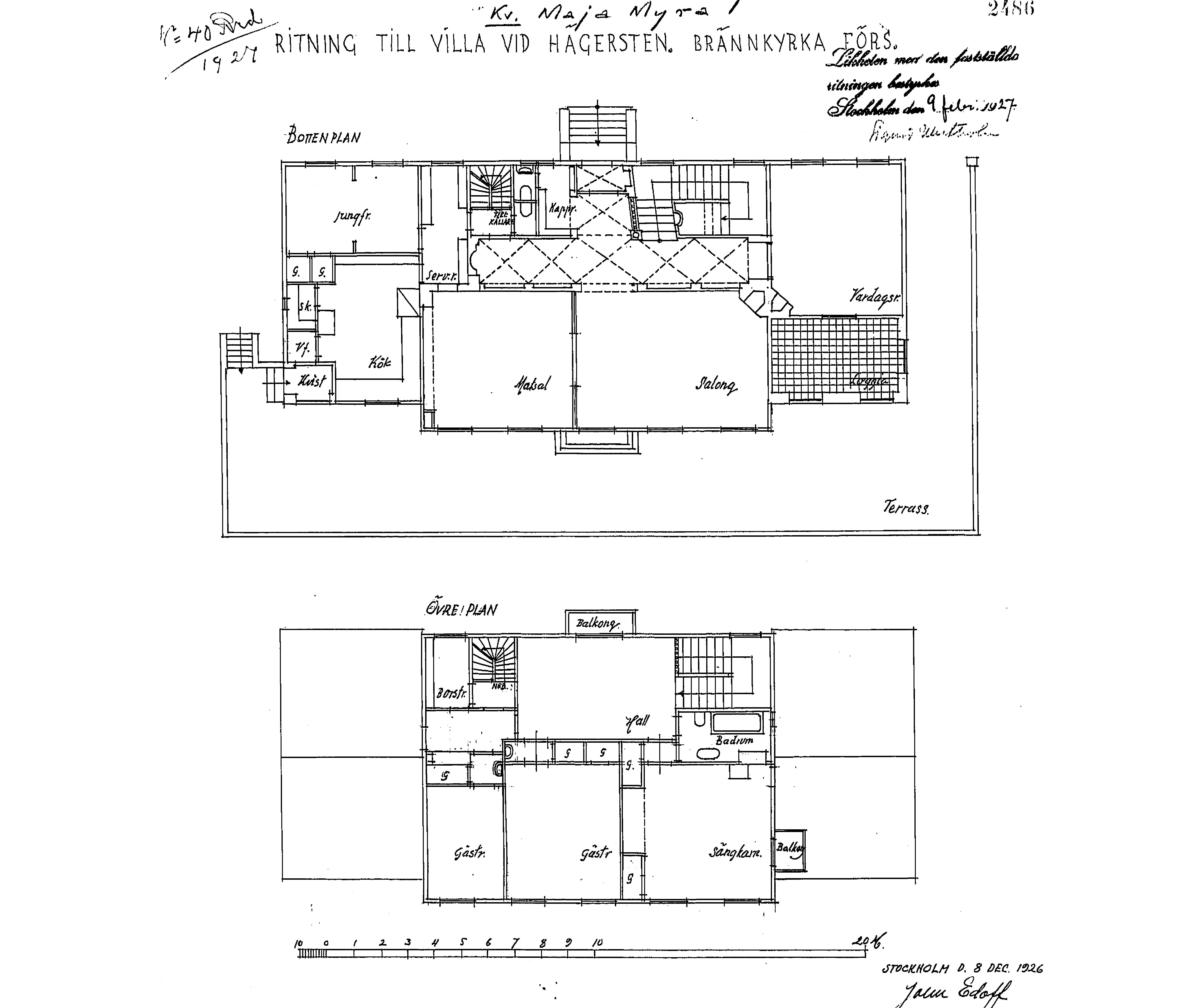
Bottenplan, plan våning 1 trappa.
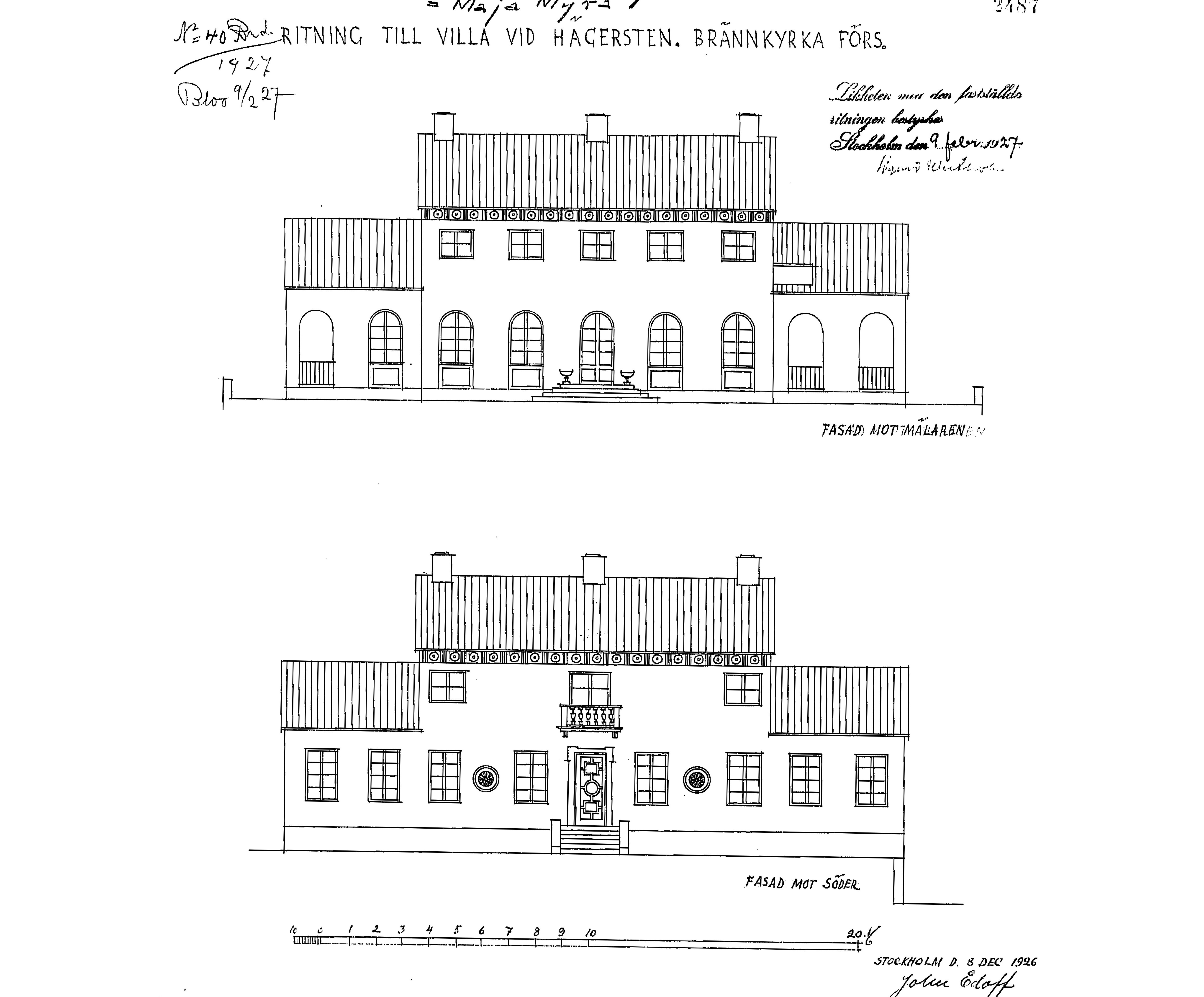
Fasader mot norr och söder.
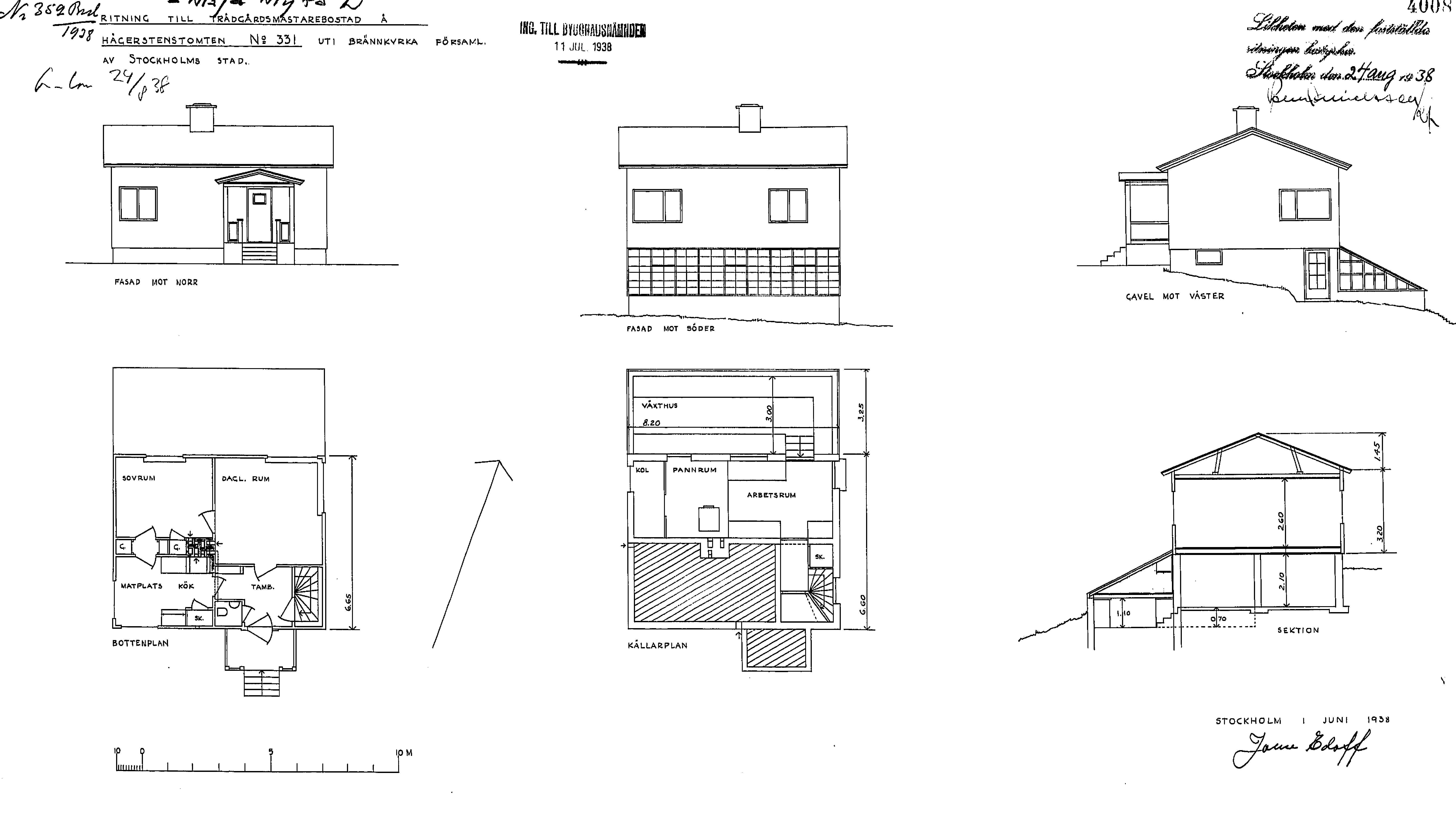
Trädgårdsmästarbostaden.

Huvudvåningen, som ligger i bottenvåningen, är markerad genom höga, välvda fönsteröppningar mot norr och utsikten. Här finns salong och matsal medan kök med jungfrurum och vardagsrum är förlagda till flyglarna. Från salongen kunde man beträda en terrass. I övervåningen ritade arkitekten herrskapets sängkammare och två gästrum samt ett badrum. Huset har delvis källare, där finns bland annat garage, pannrum, tvättstuga och förråd. Fasaderna är ytbehandlade med grov spritputs. Enda utsmyckningen är ett meanderband som löper runt fasaderna under takfoten. 
På tomten ligger ytterligare en byggnad. Den är mindre och var trädgårdsmästarens tjänstebostad. Den uppfördes i slutet av 1930-talet och har samma beställare och arkitekt som villan. Huset innehåller dagligrum, sovrum och kök i bottenvåningen samt pannrum och ett litet arbetsrum i källarplanet. Mot söder fanns ett med huset sammanbyggt växthus (numera borttaget). Villa Rosenlund ägs fortfarande av en medlem i familjen Rosenlund.

## Bilder

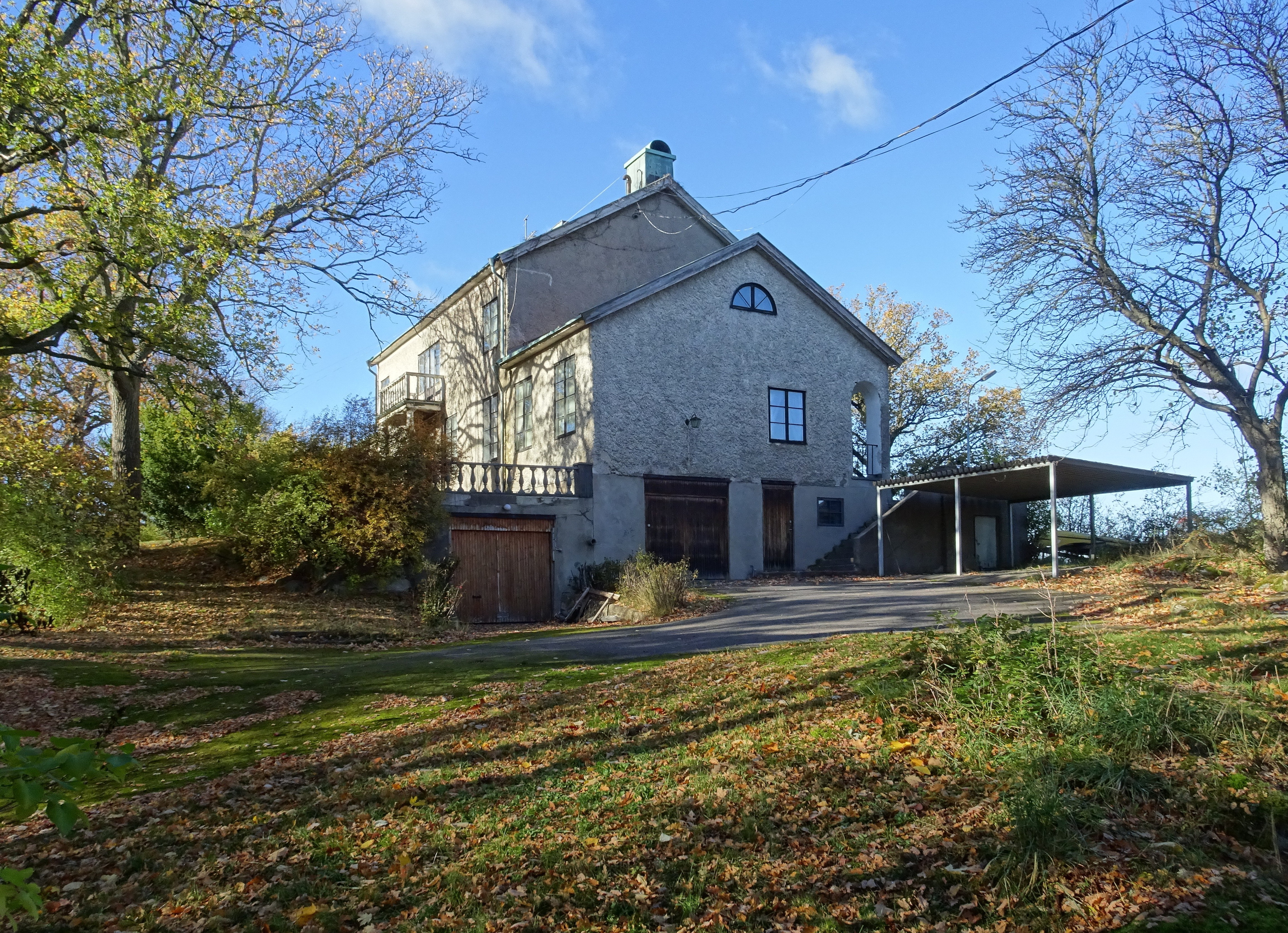
Villan mot sydost
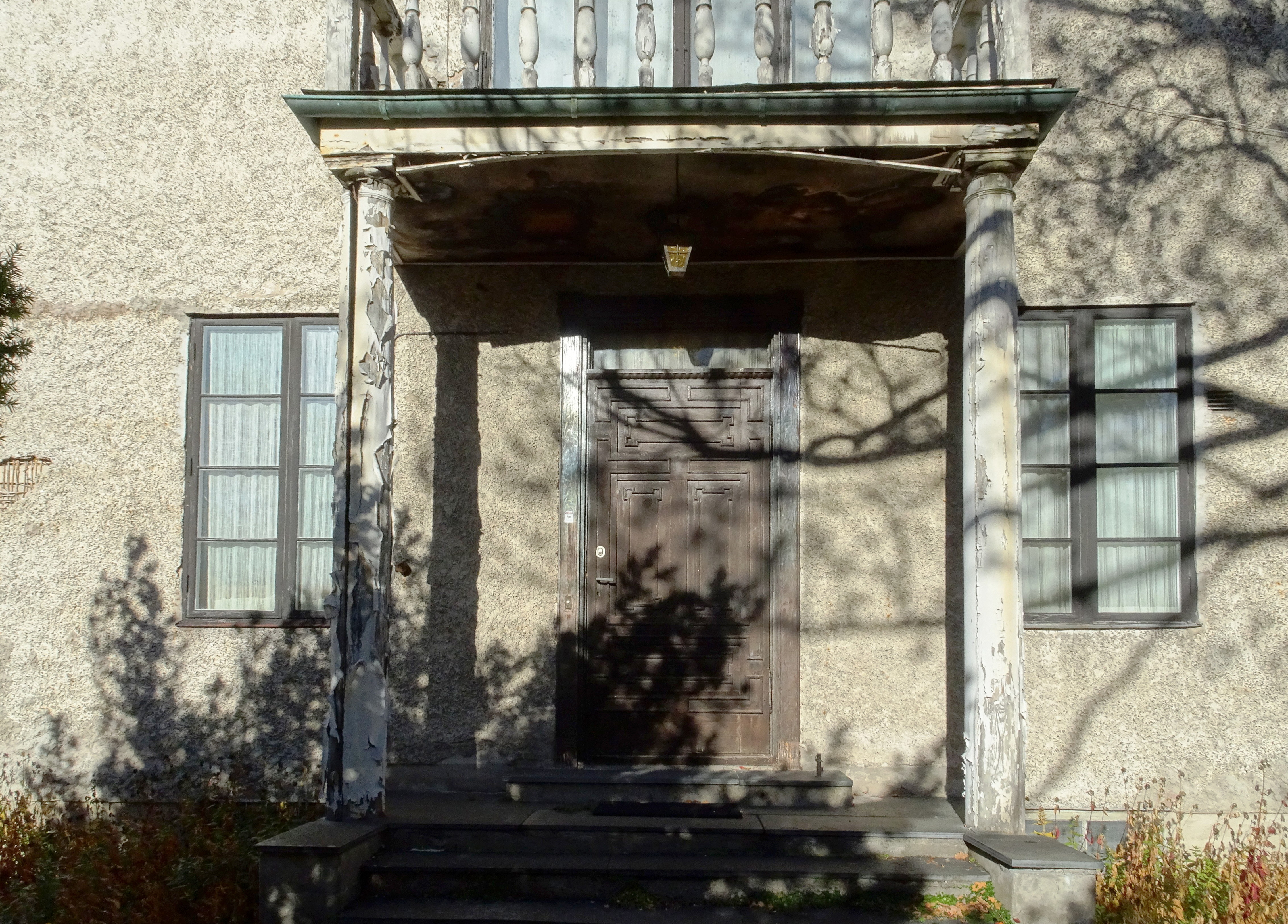
Villans entré
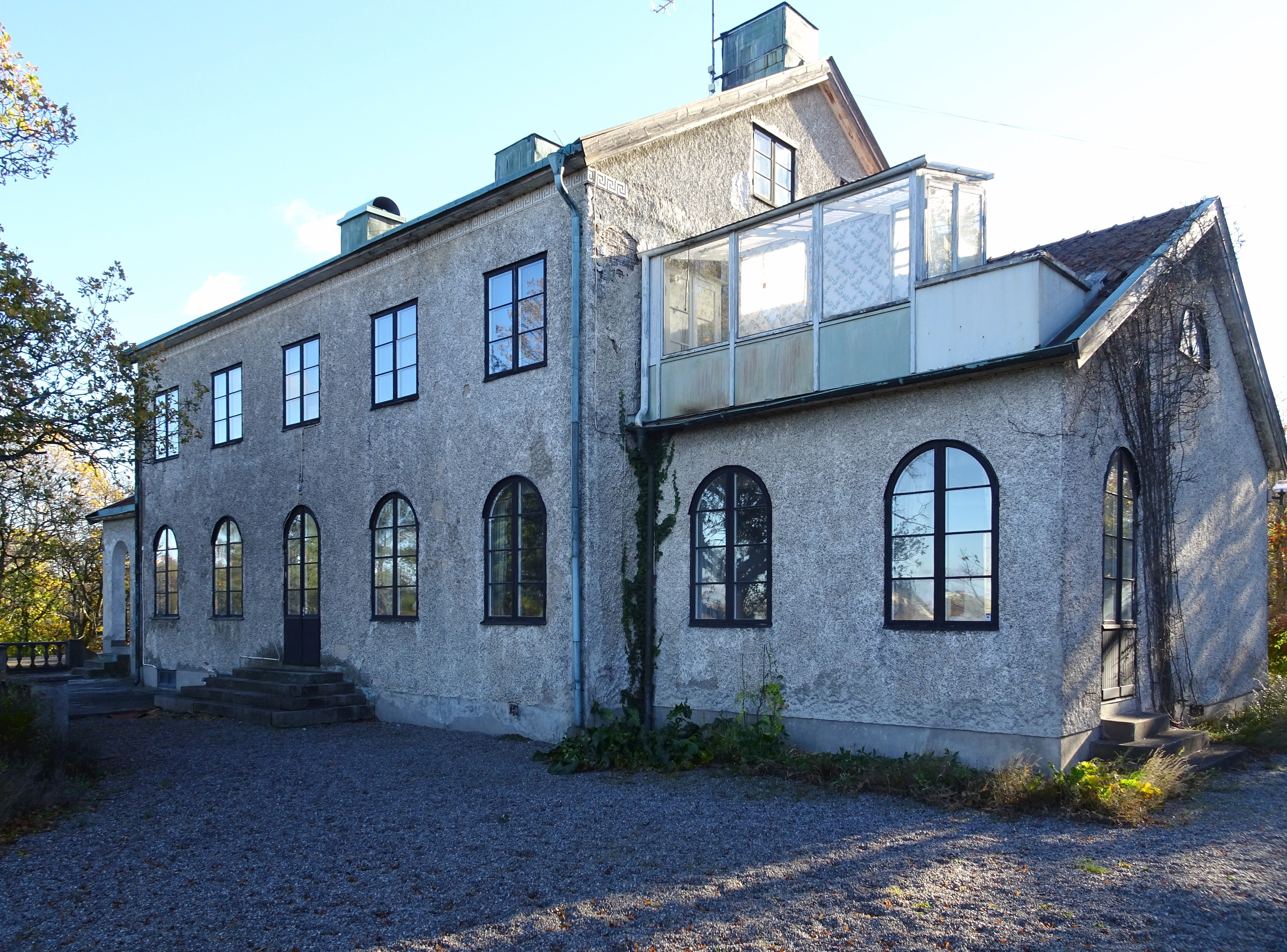
Villan mot nordväst
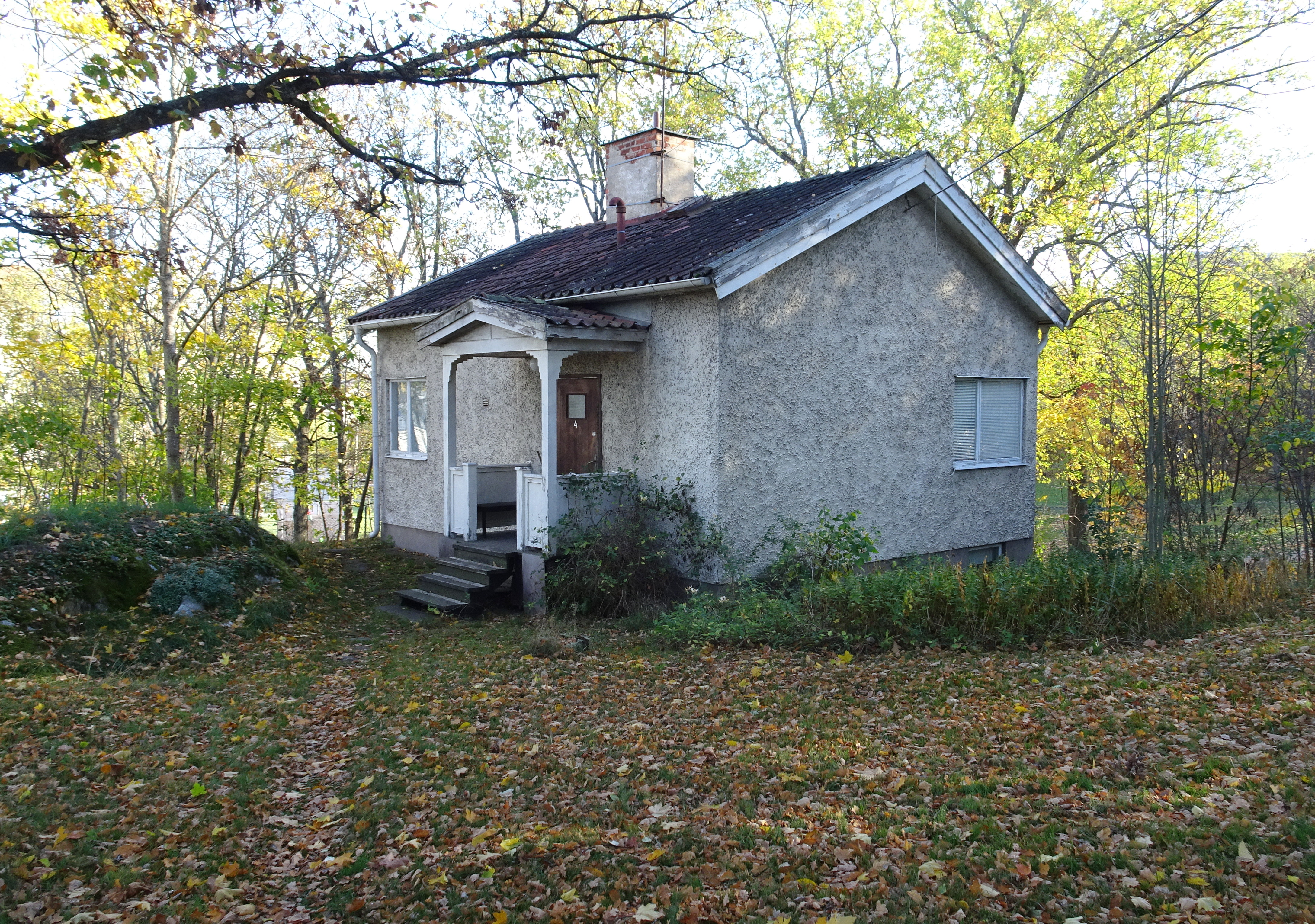
Trädgårdsmästarbostaden